# Seria GP3 – Yas Marina 2016
Runda GP3 na torze Yas Marina Circuit – dziewiąta runda mistrzostw serii GP3 w sezonie 2016.

## Lista startowa
| Nr | Kierowca                  | Zespół              | Samochód       | Silnik      | Opony |
| -- | ------------------------- | ------------------- | -------------- | ----------- | ----- |
| 1  | Charles Leclerc           | ART Grand Prix      | Dallara GP3/16 | AER V6 3.4l | P     |
| 2  | Nirei Fukuzumi            | ART Grand Prix      | Dallara GP3/16 | AER V6 3.4l | P     |
| 3  | Alexander Albon           | ART Grand Prix      | Dallara GP3/16 | AER V6 3.4l | P     |
| 4  | Nyck de Vries             | ART Grand Prix      | Dallara GP3/16 | AER V6 3.4l | P     |
| 5  | Antonio Fuoco             | Trident             | Dallara GP3/16 | AER V6 3.4l | P     |
| 6  | Artur Janosz              | Trident             | Dallara GP3/16 | AER V6 3.4l | P     |
| 7  | Giuliano Alesi            | Trident             | Dallara GP3/16 | AER V6 3.4l | P     |
| 8  | Sandy Stuvik              | Trident             | Dallara GP3/16 | AER V6 3.4l | P     |
| 9  | Jake Dennis               | Arden International | Dallara GP3/16 | AER V6 3.4l | P     |
| 10 | Tatiana Calderón          | Arden International | Dallara GP3/16 | AER V6 3.4l | P     |
| 11 | Jack Aitken               | Arden International | Dallara GP3/16 | AER V6 3.4l | P     |
| 14 | Matt Parry                | Koiranen GP         | Dallara GP3/16 | AER V6 3.4l | P     |
| 16 | Matewos Isaakian          | Koiranen GP         | Dallara GP3/16 | AER V6 3.4l | P     |
| 18 | Akash Nandy               | Jenzer Motorsport   | Dallara GP3/16 | AER V6 3.4l | P     |
| 19 | Alessio Lorandi           | Jenzer Motorsport   | Dallara GP3/16 | AER V6 3.4l | P     |
| 20 | Arjun Maini               | Jenzer Motorsport   | Dallara GP3/16 | AER V6 3.4l | P     |
| 22 | Álex Palou                | Campos Racing       | Dallara GP3/16 | AER V6 3.4l | P     |
| 23 | Steijn Schothorst         | Campos Racing       | Dallara GP3/16 | AER V6 3.4l | P     |
| 24 | Konstantin Tierieszczenko | Campos Racing       | Dallara GP3/16 | AER V6 3.4l | P     |
| 26 | Santino Ferrucci          | DAMS                | Dallara GP3/16 | AER V6 3.4l | P     |
| 27 | Jake Hughes               | DAMS                | Dallara GP3/16 | AER V6 3.4l | P     |
| 28 | Kevin Jörg                | DAMS                | Dallara GP3/16 | AER V6 3.4l | P     |
| Nr | Kierowca                  | Zespół              | Samochód       | Silnik      | Opony |

## Wyniki

### Sesja treningowa
| Nr | Kierowca        | Konstruktor    | Czas     | Okr. |
| -- | --------------- | -------------- | -------- | ---- |
| 3  | Alexander Albon | ART Grand Prix | 1:56.885 | 17   |

### Kwalifikacje
Źródło: gp3series.com
| 1                 | 3  | Alexander Albon           | ART Grand Prix      | 1:55,274 | 1       |
| 2                 | 9  | Jake Dennis               | Arden International | 1:55,514 | 2       |
| 3                 | 11 | Jack Aitken               | Arden International | 1:55,604 | 3       |
| 4                 | 4  | Nyck de Vries             | ART Grand Prix      | 1:55,629 | 4       |
| 5                 | 1  | Charles Leclerc           | ART Grand Prix      | 1:55,660 | 5       |
| 6                 | 26 | Santino Ferrucci          | DAMS                | 1:55,678 | 6       |
| 7                 | 20 | Arjun Maini               | Jenzer Motorsport   | 1:55,683 | 7       |
| 8                 | 28 | Kevin Jörg                | DAMS                | 1:55,892 | 8       |
| 9                 | 23 | Steijn Schothorst         | Campos Racing       | 1:55,981 | 9       |
| 10                | 2  | Nirei Fukuzumi            | ART Grand Prix      | 1:56,094 | 10      |
| 11                | 5  | Antonio Fuoco             | Trident             | 1:56,145 | 11      |
| 12                | 6  | Artur Janosz              | Trident             | 1:56,154 | 12      |
| 13                | 22 | Álex Palou                | Campos Racing       | 1:56,155 | 13      |
| 14                | 14 | Matt Parry                | Koiranen GP         | 1:56,256 | 14      |
| 15                | 7  | Giuliano Alesi            | Trident             | 1:56,361 | 15      |
| 16                | 24 | Konstantin Tierieszczenko | Campos Racing       | 1:56,563 | 16      |
| 17                | 8  | Sandy Stuvik              | Trident             | 1:56,570 | 17      |
| 18                | 10 | Tatiana Calderón          | Arden International | 1:56,729 | 18      |
| 19                | 18 | Akash Nandy               | Jenzer Motorsport   | 1:56,732 | 19      |
| 20                | 27 | Jake Hughes               | DAMS                | 1:56,995 | PIT     |
| 21                | 16 | Matewos Isaakian          | Koiranen GP         | 1:57,513 | 20      |
| Niesklasyfikowani |    |                           |                     |          |         |
| 22                | 19 | Alessio Lorandi           | Jenzer Motorsport   | –        | 21      |
| Poz.              | Nr | Kierowca                  | Konstruktor         | Czas     | Poz. s. |

### Wyścig 1

#### Wyścig
Źródło: Wyprzedź Mnie!
| P                 | + / –     | Nr | Kierowca                  | Konstruktor         | Okr. | Czas / Strata | Komentarz |
| ----------------- | --------- | -- | ------------------------- | ------------------- | ---- | ------------- | --------- |
| 1                 | 3         | 4  | Nyck de Vries             | ART Grand Prix      | 18   | 38:06,651     |           |
| 2                 | Bez zmian | 9  | Jake Dennis               | Arden International | 18   | +0:01,012     |           |
| 3                 | Bez zmian | 11 | Jack Aitken               | Arden International | 18   | +0:03,881     |           |
| 4                 | 4         | 28 | Kevin Jörg                | DAMS                | 18   | +0:09,601     |           |
| 5                 | 5         | 2  | Nirei Fukuzumi            | ART Grand Prix      | 18   | +0:10,618     |           |
| 6                 | 3         | 23 | Steijn Schothorst         | Campos Racing       | 18   | +0:14,369     |           |
| 7                 | 13        | 27 | Jake Hughes               | DAMS                | 18   | +0:15,225     |           |
| 8                 | 8         | 24 | Konstantin Tierieszczenko | Campos Racing       | 18   | +0:17,292     |           |
| 9                 | 3         | 26 | Santino Ferrucci          | DAMS                | 18   | +0:18,990     |           |
| 10                | 3         | 22 | Álex Palou                | Campos Racing       | 18   | +0:20,776     |           |
| 11                | 4         | 7  | Giuliano Alesi            | Trident             | 18   | +0:23,009     |           |
| 12                | 9         | 19 | Alessio Lorandi           | Jenzer Motorsport   | 18   | +0:26,262     |           |
| 13                | 6         | 18 | Akash Nandy               | Jenzer Motorsport   | 18   | +0:26,335     |           |
| 14                | 7         | 20 | Arjun Maini               | Jenzer Motorsport   | 18   | +0:27,325     |           |
| 15                | 2         | 8  | Sandy Stuvik              | Trident             | 18   | +0:32,912     |           |
| 16                | 5         | 5  | Antonio Fuoco             | Trident             | 18   | +0:54,535     |           |
| Niesklasyfikowani |           |    |                           |                     |      |               |           |
|                   |           | 1  | Charles Leclerc           | ART Grand Prix      | 13   | +5 okr.       |           |
|                   |           | 16 | Matewos Isaakian          | Koiranen GP         | 12   | +6 okr.       |           |
|                   |           | 3  | Alexander Albon           | ART Grand Prix      | 10   | +8 okr.       |           |
|                   |           | 10 | Tatiana Calderón          | Arden International | 6    | +12 okr.      |           |
|                   |           | 14 | Matt Parry                | Koiranen GP         | 3    | +15 okr.      |           |
|                   |           | 6  | Artur Janosz              | Trident             | 2    | +16 okr.      |           |
| P                 | + / –     | Nr | Kierowca                  | Konstruktor         | Okr. | Czas / Strata | Komentarz |

#### Najszybsze okrążenie
| Nr | Kierowca    | Konstruktor         | Czas     | Okr. |
| -- | ----------- | ------------------- | -------- | ---- |
| 11 | Jack Aitken | Arden International | 2:01,350 | 2    |

### Wyścig 2

#### Wyścig
Źródło: Wyprzedź Mnie!
| P                 | + / –     | Nr | Kierowca                  | Konstruktor         | Okr. | Czas / Strata | Komentarz |
| ----------------- | --------- | -- | ------------------------- | ------------------- | ---- | ------------- | --------- |
| 1                 | 1         | 27 | Jake Hughes               | DAMS                | 14   | 30:21,199     |           |
| 2                 | 4         | 11 | Jack Aitken               | Arden International | 14   | +0:02,825     |           |
| 3                 | 1         | 2  | Nirei Fukuzumi            | ART Grand Prix      | 14   | +0:07,191     |           |
| 4                 | 3         | 9  | Jake Dennis               | Arden International | 14   | +0:07,471     |           |
| 5                 | 5         | 22 | Álex Palou                | Campos Racing       | 14   | +0:08,747     |           |
| 6                 | 5         | 24 | Konstantin Tierieszczenko | Campos Racing       | 14   | +0:08,774     |           |
| 7                 | 4         | 23 | Steijn Schothorst         | Campos Racing       | 14   | +0:09,158     |           |
| 8                 | 3         | 28 | Kevin Jörg                | DAMS                | 14   | +0:12,846     |           |
| 9                 | 8         | 1  | Charles Leclerc           | ART Grand Prix      | 14   | +0:14,035     |           |
| 10                | 1         | 7  | Giuliano Alesi            | Trident             | 14   | +0:15,909     |           |
| 11                | 3         | 4  | Nyck de Vries             | ART Grand Prix      | 14   | +0:17,639     |           |
| 12                | 9         | 14 | Matt Parry                | Koiranen GP         | 14   | +0:19,946     |           |
| 13                | Bez zmian | 18 | Akash Nandy               | Jenzer Motorsport   | 14   | +0:20,467     |           |
| 14                | Bez zmian | 20 | Arjun Maini               | Jenzer Motorsport   | 14   | +0:20,925     |           |
| 15                | 6         | 26 | Santino Ferrucci          | DAMS                | 14   | +0:21,153     |           |
| 16                | 2         | 16 | Matewos Isaakian          | Koiranen GP         | 14   | +0:23,085     |           |
| 17                | 1         | 5  | Antonio Fuoco             | Trident             | 14   | +0:23,266     |           |
| 18                | 3         | 8  | Sandy Stuvik              | Trident             | 14   | +0:24,506     |           |
| 19                | 3         | 6  | Artur Janosz              | Trident             | 14   | +0:35,455     |           |
| 20                | 8         | 19 | Alessio Lorandi           | Jenzer Motorsport   | 14   | +1:04,408     |           |
| Niesklasyfikowani |           |    |                           |                     |      |               |           |
|                   |           | 10 | Tatiana Calderón          | Arden International | 0    | +14 okr.      |           |
|                   |           | 3  | Alexander Albon           | ART Grand Prix      | 0    | +14 okr.      |           |
| P                 | + / –     | Nr | Kierowca                  | Konstruktor         | Okr. | Czas / Strata | Komentarz |

#### Najszybsze okrążenie
| Nr | Kierowca    | Konstruktor         | Czas     | Okr. |
| -- | ----------- | ------------------- | -------- | ---- |
| 9  | Jake Dennis | Arden International | 1:59,847 | 5    |

## Klasyfikacja po zakończeniu rundy

### Kierowcy
| P  | +/− | Kierowca                  | Starty | Punkty | P1 | P2 | P3 | PP | NO | NS |
| -- | --- | ------------------------- | ------ | ------ | -- | -- | -- | -- | -- | -- |
| 1  | 0   | Charles Leclerc           | 18     | 202    | 3  | 1  | 4  | 4  | 4  | 3  |
| 2  | 0   | Alexander Albon           | 18     | 177    | 4  | 3  | –  | 3  | 3  | 3  |
| 3  | 0   | Antonio Fuoco             | 18     | 157    | 2  | 2  | 4  | –  | –  | 1  |
| 4  | 0   | Jake Dennis               | 18     | 149    | 2  | 2  | 1  | –  | 4  | 2  |
| 5  | 0   | Jack Aitken               | 18     | 146    | 1  | 4  | 2  | –  | 2  | –  |
| 6  | 0   | Nyck de Vries             | 18     | 133    | 2  | 1  | 2  | 1  | 1  | –  |
| 7  | +1  | Nirei Fukuzumi            | 18     | 91     | –  | 1  | 2  | –  | –  | 4  |
| 8  | +1  | Jake Hughes               | 18     | 90     | 2  | 1  | 1  | 1  | 2  | 4  |
| 9  | −2  | Matt Parry                | 18     | 82     | 1  | –  | 1  | –  | –  | 3  |
| 10 | 0   | Arjun Maini               | 14     | 50     | –  | 1  | –  | –  | –  | 1  |
| 11 | 0   | Ralph Boschung            | 12     | 48     | 1  | –  | –  | –  | 1  | 1  |
| 12 | 0   | Santino Ferrucci          | 18     | 36     | –  | –  | 1  | –  | –  | 2  |
| 13 | 0   | Steijn Schothorst         | 18     | 36     | –  | –  | –  | –  | –  | 2  |
| 14 | +3  | Kevin Jörg                | 18     | 26     | –  | –  | –  | –  | –  | 2  |
| 15 | +1  | Álex Palou                | 18     | 22     | –  | 1  | –  | –  | –  | –  |
| 16 | −2  | Óscar Tunjo               | 5      | 18     | –  | 1  | –  | –  | 1  | –  |
| 17 | −2  | Matewos Isaakian          | 18     | 17     | –  | –  | –  | –  | –  | 6  |
| 18 | 0   | Sandy Stuvik              | 18     | 9      | –  | –  | –  | –  | –  | 2  |
| 19 | +6  | Konstantin Tierieszczenko | 18     | 8      | –  | –  | –  | –  | –  | 3  |
| 20 | −1  | Artur Janosz              | 18     | 3      | –  | –  | –  | –  | –  | 3  |
| 21 | −1  | Tatiana Calderón          | 18     | 2      | –  | –  | –  | –  | –  | 5  |
| 22 | −1  | Giuliano Alesi            | 15     | 1      | –  | –  | –  | –  | –  | 2  |
| 23 | −1  | Alessio Lorandi           | 4      | 0      | –  | –  | –  | –  | –  | –  |
| 24 | −1  | Akash Nandy               | 18     | 0      | –  | –  | –  | –  | –  | 4  |
| 25 | −1  | Richard Gonda             | 6      | 0      | –  | –  | –  | –  | –  | 1  |
| 26 | 0   | Niko Kari                 | 2      | 0      | –  | –  | –  | –  | –  | 1  |
| 27 | 0   | Mahaveer Raghunathan      | 2      | 0      | –  | –  | –  | –  | –  | –  |
| P  | +/− | Kierowca                  | Starty | Punkty | P1 | P2 | P3 | PP | NO | NS |

### Zespoły
| P | +/− | Konstruktor         | Starty | Punkty | P1 | P2 | P3 | PP | NO | NS |
| - | --- | ------------------- | ------ | ------ | -- | -- | -- | -- | -- | -- |
| 1 | 0   | ART Grand Prix      | 72     | 588    | 9  | 6  | 8  | 8  | 8  | 10 |
| 2 | 0   | Arden International | 54     | 297    | 3  | 6  | 3  | –  | 6  | 7  |
| 3 | 0   | Trident             | 69     | 170    | 2  | 2  | 4  | –  | –  | 8  |
| 4 | +1  | DAMS                | 54     | 152    | 2  | 1  | 2  | 1  | 2  | 8  |
| 5 | −1  | Koiranen GP         | 52     | 147    | 2  | –  | 1  | –  | 1  | 11 |
| 6 | 0   | Jenzer Motorsport   | 47     | 68     | –  | 2  | –  | –  | 1  | 6  |
| 7 | 0   | Campos Racing       | 54     | 66     | –  | 1  | –  | –  | –  | 5  |
| P | +/− | Kierowca            | Starty | Punkty | P1 | P2 | P3 | PP | NO | NS |